# Авейруский университет
Авейруский университет (порт. Universidade de Aveiro) — государственный университет в Португалии, в муниципалитете Авейру. Предоставляет политехническое образование, известен благодаря инженерным специальностям. Основан в 1973 году. Насчитывает свыше 12,5 тысяч студентов (2008). Есть магистратура, аспирантура, докторантура.
В университете действуют следующие факультеты: экологический, биологический, медицинский, социолого-политологический, коммуникаций, экономический, педагогическо-психологический, телекоммуникаций, материалов, гражданской инженерии, механической инженерии, физический, геологический, лингвистический, математический, химический.
Также при университете работают Высшая школа дизайна, производства и управления технологий; Высшая школа здравоохранения; Высшая школа технологий и менеджмента; Институт учета и администрирования. Под эгидой университета действуют Центр изучения окружающей среды и моря; Исследовательский центр коммуникации, информации и цифровой культуры, Институт материаловедения, Институт биомедицины, Исследовательский институт дизайна и медиа, Институт электроники, Институт этномузыкологии, Институт телекоммуникаций и тому подобное.
Главный кампус университета расположен в центре города Авейру, дополнительные — в Агеде и Оливейра-де-Аземейш. Член Ассоциации университетов Европы.